# ゲイブ・ネヴァンス
ゲイブ・ネヴァンス（Gabe Nevins,  1991年8月26日 - ）は、アメリカ合衆国の俳優である。

## 来歴
1991年、オレゴン州ポートランド生まれ。2007年にガス・ヴァン・サント監督の『パラノイド・パーク』で映画デビュー。同作品では成り行きで殺人を犯してしまった主役の少年を演じている。その後は、2008年にミシェル・ウィリアムズ主演の『ウェンディ&ルーシー』などへ出演したが、2010年以降は特に出演作はない。

## 出演作品

### 映画
- パラノイド・パーク Paranoid Park (2007)
- ウェンディ&ルーシー Wendy and Lucy (2008)
- Some Days Are Better Than Others (2010)
- Rachel (2010) ※短編
- Will (2010)

## 参照
1. ↑  “Gabe Nevins Biography”. 2014年8月18日閲覧。